# Sideritis lasiantha
Sideritis lasiantha là một loài thực vật có hoa trong họ Hoa môi. Loài này được Juss. ex Pers. miêu tả khoa học đầu tiên năm 1806.

## Hình ảnh

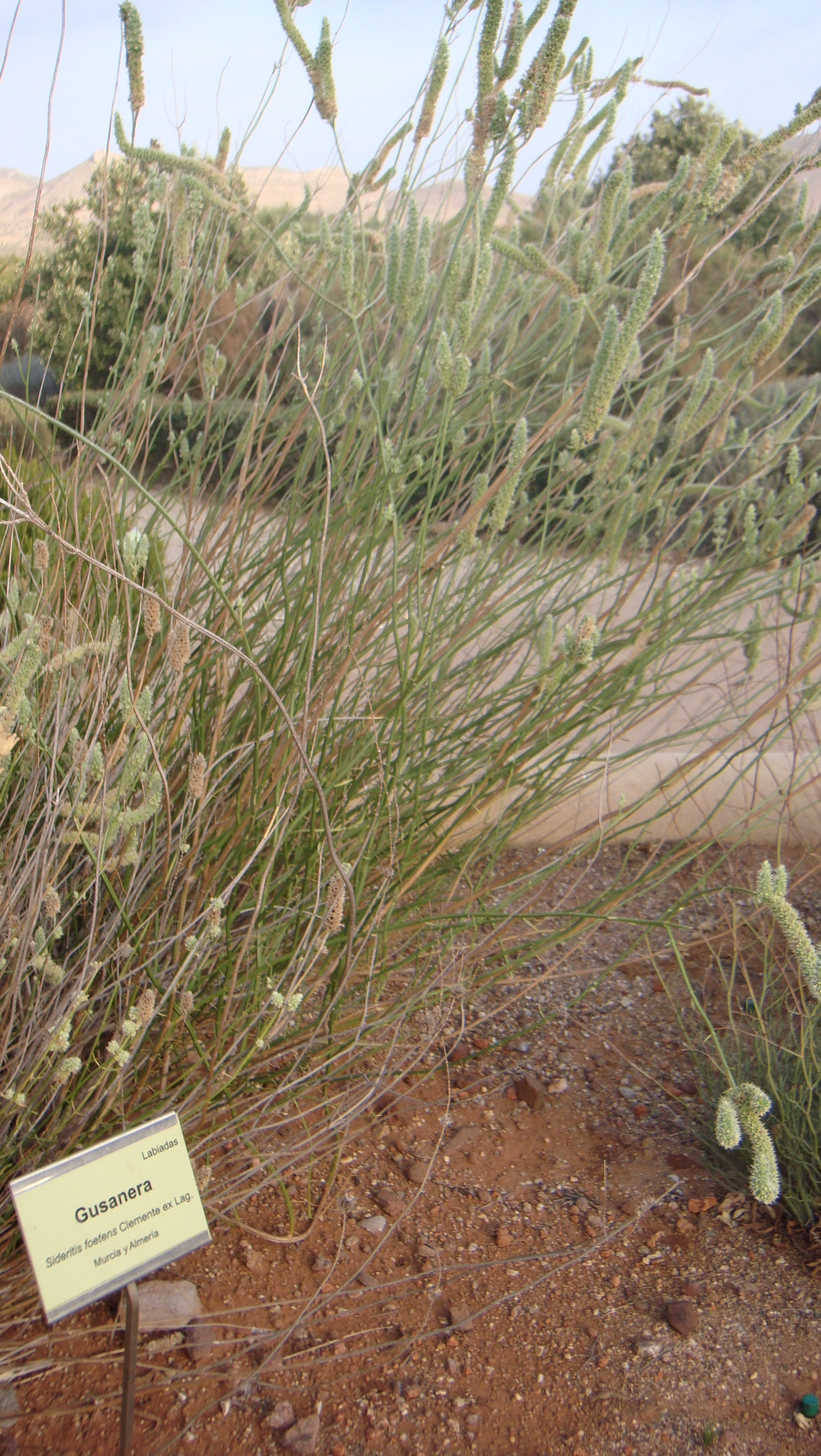